# Oberführer

Patki kołnierzowe SS-Oberführera

Oberführer – ranga oficerska w Waffen-SS i SA, odpowiadająca randze „starszego” pułkownika (bez bezpośredniego odpowiednika w Wehrmachcie).

## SS-Oberführer
Oberführer − najstarszy stopień w SS wśród oficerów sztabowych, obowiązujący od 1929 roku. Choć jest on zaszeregowany dla korpusu oficerów, jednak prerogatywy dowódcze dla SS-Oberführer obejmowały także dowodzenie brygadą, co zwykle jest zaszeregowane etatowo dla najniższego stopnia w korpusie generałów. W pewnym stopniu odpowiada mu rangą brytyjski stopień brygadiera.

Dystynkcjami Oberführera były dwa liście dębu na obydwu patkach oraz naramienniki z podwójnie plecionych białych pasm z dwiema kwadratowymi gwiazdkami. W stroju maskującym dystynkcje składały się z czterech belek i dwóch podwójnych liści dębu koloru zielonego.

Oznaczenia stopnia SS-Oberführera
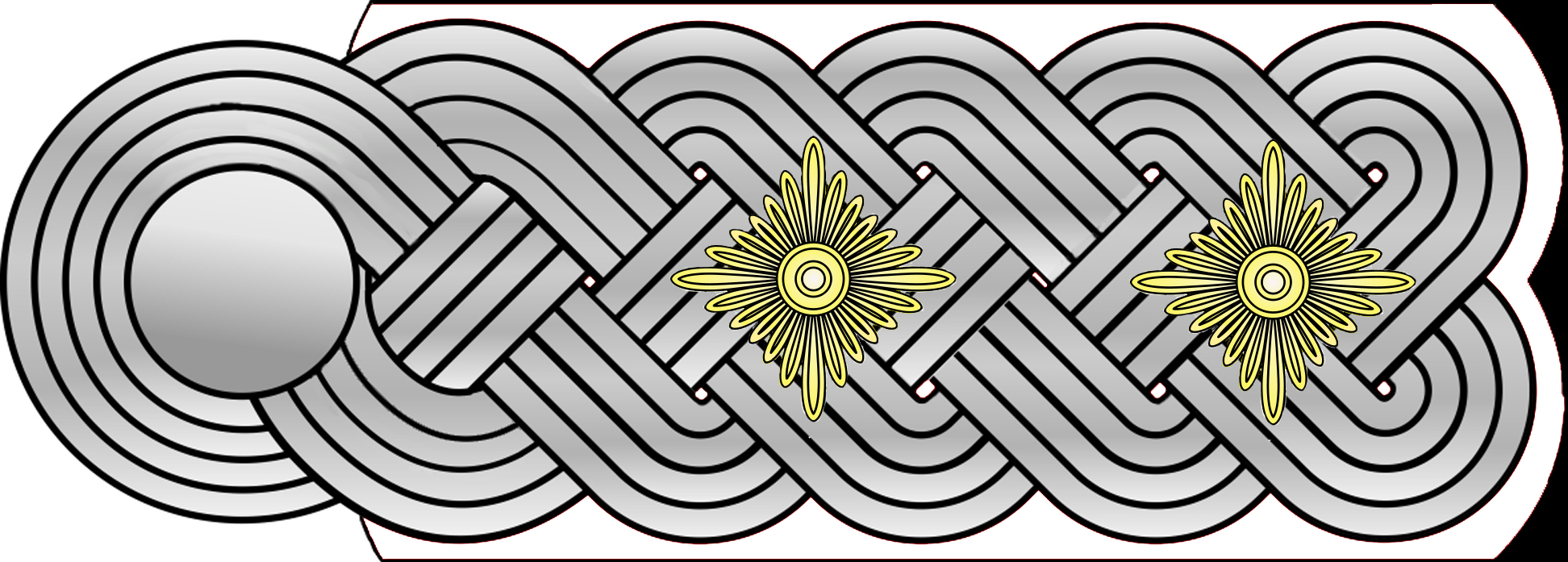
Naramiennik
Patki kołnierzowe SS-Oberführera
Naramiennik kamuflażu